# Jegorjewsk I
Jegorjewsk I (ros. Егорьевск I) – towarowa stacja kolejowa w miejscowości Jegorjewsk, w rejonie jegorjewskim, w obwodzie moskiewskim, w Rosji. Położona jest na odgałęzieniu Wielkiego Pierścienia Kolei Moskiewskiej.